# Чаканное
Чаканное — бывшее село в Кизлярском районе Дагестана.

## География
Располагалось у «истока» Аграханского залива, так называемого пролива «Чаканные ворота».

## Название
Название Чаканное происходит от слова «чакан» — так жители низовьев Терека называли камыш, обильно произрастающий по берегам реки и залива.

## История
Село образовано русскими переселенцами в конце XIX века, как рыбный промысел на Аграханском заливе. В 1914 г посёлок состоял из 16 хозяйств.
Постепенно с ростом населения промысел превращается в крупное и богатое село. В 1929 году посёлок Чеканный состоял из 53 хозяйств и входил в состав Ново-Бирюзякского сельсовета Кизлярского района.С середины 50-х годов село начинает приходить в упадок, что было связано с истощением рыбных запасов Каспия и Аграханского залива (его обмельчание и зарастание вследствие падения уровня Каспийского моря). В начале 60-х годов, на волне укрепления колхозов и переселения неперспективных сел, жителей Чаканного переселили в село Новый Бирюзяк. В настоящее время на месте села сохранилось несколько построек, в которых расположен рыбнадзор «Чаканный».

## Население
В 1914 году в посёлке проживало 92 человека, в том числе 42 мужчины и 50 женщин, русские, старообрядцы.
В 1929 году в посёлке проживало 262 человека (128 мужчин и 134 женщины), 100 % населения — русские.